# Андерсон (Індіана)
Андерсон (англ. Anderson) — місто (англ. city) в США, в окрузі Медісон штату Індіана. Населення — 54 788 осіб (2020).

## Географія
Андерсон розташований за координатами 40°5′23″ пн. ш. 85°41′22″ зх. д. / 40.08972° пн. ш. 85.68944° зх. д. (40.089766, -85.689449).  За даними Бюро перепису населення США в 2010 році місто мало площу 107,43 км², з яких 107,15 км² — суходіл та 0,28 км² — водойми.

### Клімат
| Клімат : Андерсон       | Клімат : Андерсон | Клімат : Андерсон | Клімат : Андерсон | Клімат : Андерсон | Клімат : Андерсон | Клімат : Андерсон | Клімат : Андерсон | Клімат : Андерсон | Клімат : Андерсон | Клімат : Андерсон | Клімат : Андерсон | Клімат : Андерсон | Клімат : Андерсон |
| Показник                | Січ.              | Лют.              | Бер.              | Квіт.             | Трав.             | Черв.             | Лип.              | Серп.             | Вер.              | Жовт.             | Лист.             | Груд.             | Рік               |
| Абсолютний максимум, °C | 20,6              | 22,2              | 29,4              | 32,2              | 35,6              | 40,0              | 40,6              | 38,9              | 39,4              | 33,3              | 27,2              | 23,9              | 40,6              |
| Середній максимум, °C   | 0,2               | 2,5               | 8,9               | 15,9              | 22,0              | 27,0              | 28,7              | 27,6              | 24,3              | 17,7              | 10,2              | 2,8               | 15,7              |
| Середній мінімум, °C    | −8,1              | −6,2              | −0,3              | 4,6               | 10,0              | 15,2              | 17,3              | 16,2              | 12,4              | 6,2               | 1,3               | −4,7              | 5,3               |
| ----------------------- | ----------------- | ----------------- | ----------------- | ----------------- | ----------------- | ----------------- | ----------------- | ----------------- | ----------------- | ----------------- | ----------------- | ----------------- | ----------------- |
| Джерело:                |                   |                   |                   |                   |                   |                   |                   |                   |                   |                   |                   |                   |                   |

## Демографія
Згідно з переписом 2010 року, у місті мешкало 56 129 осіб у 23 560 домогосподарствах у складі 13 756 родин. Густота населення становила 522 особи/км².  Було 27953 помешкання (260/км²).
Расовий склад населення:
| - 78,8 % — білих - 15,2 % — чорних або афроамериканців - 0,5 % — азіатів - 0,3 % — корінних американців - 2,6 % — осіб інших рас |

До двох чи більше рас належало 2,6 %. Частка іспаномовних становила 4,8 % від усіх жителів.
За віковим діапазоном населення розподілялося таким чином: 22,4 % — особи молодші 18 років, 61,3 % — особи у віці 18—64 років, 16,3 % — особи у віці 65 років та старші. Медіана віку мешканця становила 37,8 року. На 100 осіб жіночої статі у місті припадало 91,9 чоловіків;  на 100 жінок у віці від 18 років та старших — 87,9 чоловіків також старших 18 років.
Середній дохід на одне домашнє господарство  становив 42 655 доларів США (медіана — 33 644), а середній дохід на одну сім'ю — 51 486 доларів (медіана — 42 486). Медіана доходів становила 35 373 долари для чоловіків та 31 542 долари для жінок. За межею бідності перебувало 25,7 % осіб, у тому числі 38,5 % дітей у віці до 18 років та 8,6 % осіб у віці 65 років та старших.
Цивільне працевлаштоване населення становило 21 678 осіб. Основні галузі зайнятості: освіта, охорона здоров'я та соціальна допомога — 24,9 %, мистецтво, розваги та відпочинок — 14,0 %, виробництво — 11,4 %, роздрібна торгівля — 10,8 %.